# ルイ・ポイエ
ルイ・ポイエ (仏：Louis Poyet、1846年8月2日 - 1913年12月25日）はフランスの製図工、版画家、イラストレーター。19世紀末から通俗科学のイラストを多く製作した。

## 経歴
サン＝テティエンヌのレース工の息子として生まれたポイエは、パリで版画工房を開設し、1877年に出版者のガストン・ティサンディエのもとで働き始め、科学雑誌『ラ・ナテュール』のイラストレーター兼版画家として、その死まで同誌に勤め上げた。署名には Poyet または L.Poyet と記した。彼の工房には最大40名の職人がおり、おもに木口木版を作製した。
1884年、シャルル・メイソンによって編纂された、『ラ・ナテュール』の記事をまとめた書籍『科学的リクリエーションとゲームによる教育』(Les Récréations scientifiques ou l'enseignement par les jeux) が出版されて大成功を収めた。
1889年、ポイエはパリ万博のカタログの表紙を作成し、博覧会では2つのメダルを授与された。同年、サイエンスライターのアルテュール・グーと共同で、新聞の『イリュストラシオン』に「楽しい科学」と題する連載コラムを担当した。同年、エディシオン・ラルースから115点の図版が入った書籍版「楽しい科学 - 100の新しい実験」が出版され、1890年、1893年に続巻が出された。このシリーズは成功を収め、翻訳版が1891年にスペインとイギリスで出版され、間もなくアメリカ、スカンディナビア、ロシアでも出版された。このシリーズには1920年まで59ほどの異なる版が存在する。
また、ポイエは出版者のミシェル・レヴィ  が出版したシリーズ「フランスの大工場」の工業イメージのイラストも作製している。
彼の工房は、1913年にポイエ・フレールという名前で3人の息子の内の2人、ロジェとラファエルに引き継がれた。

## ギャラリー

ガストン・ティサンディエの飛行船
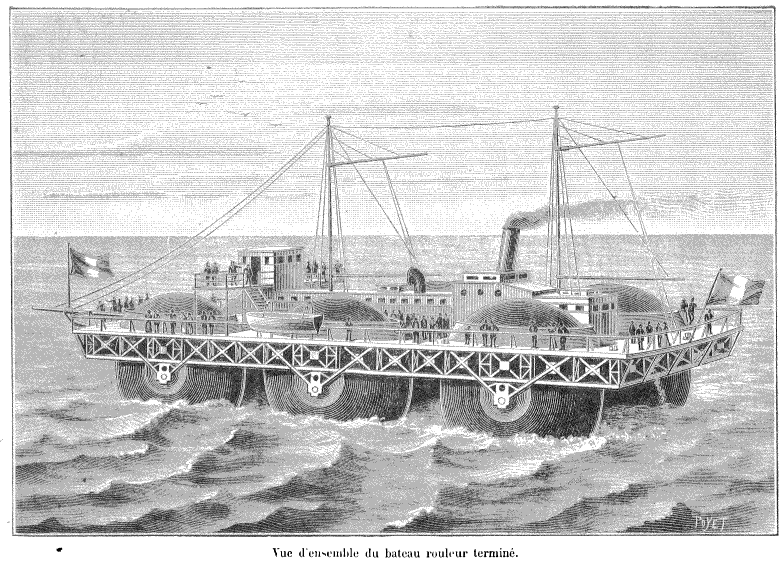
エルネスト・バザンのローラー船
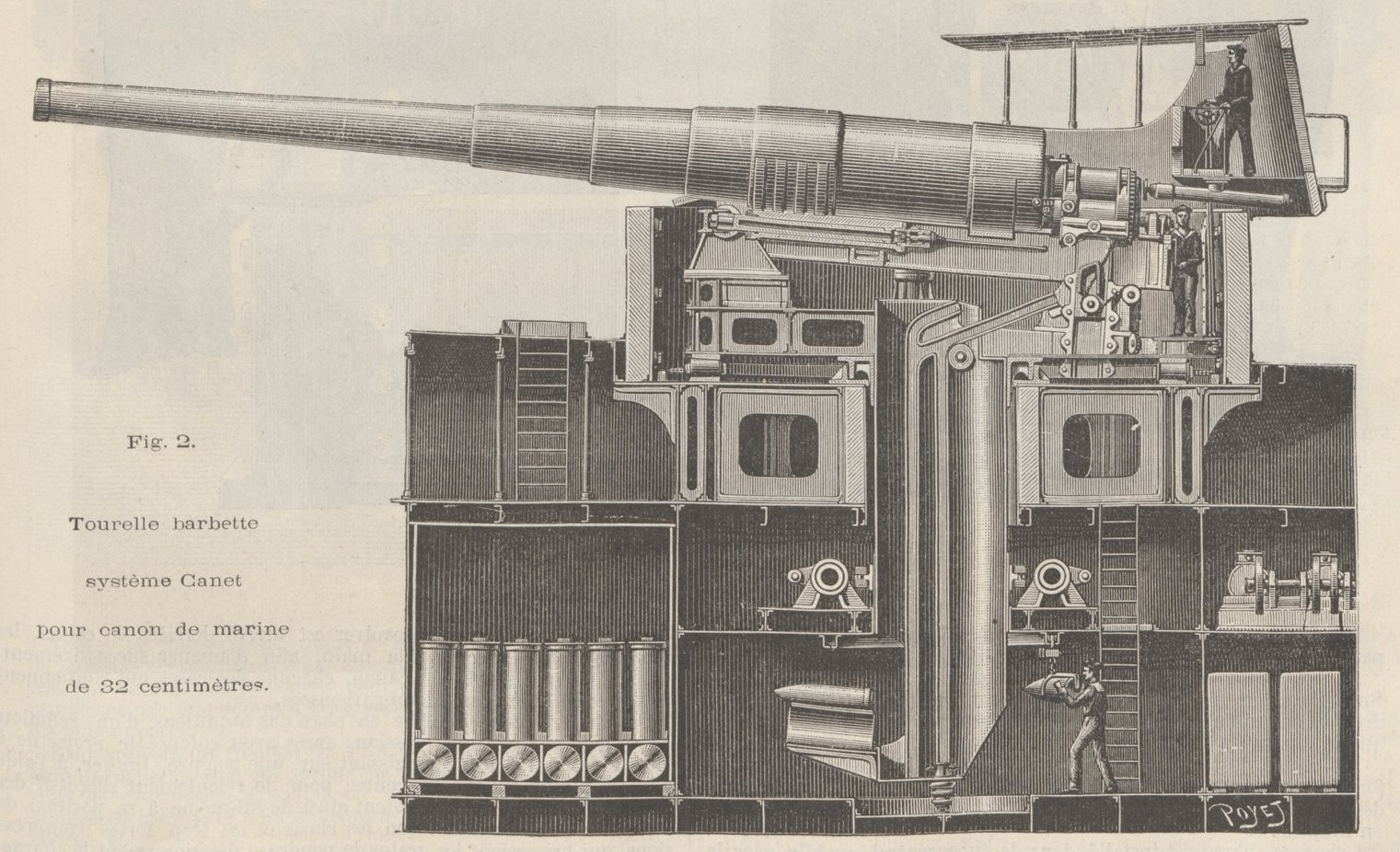
松島型防護巡洋艦の32cm砲
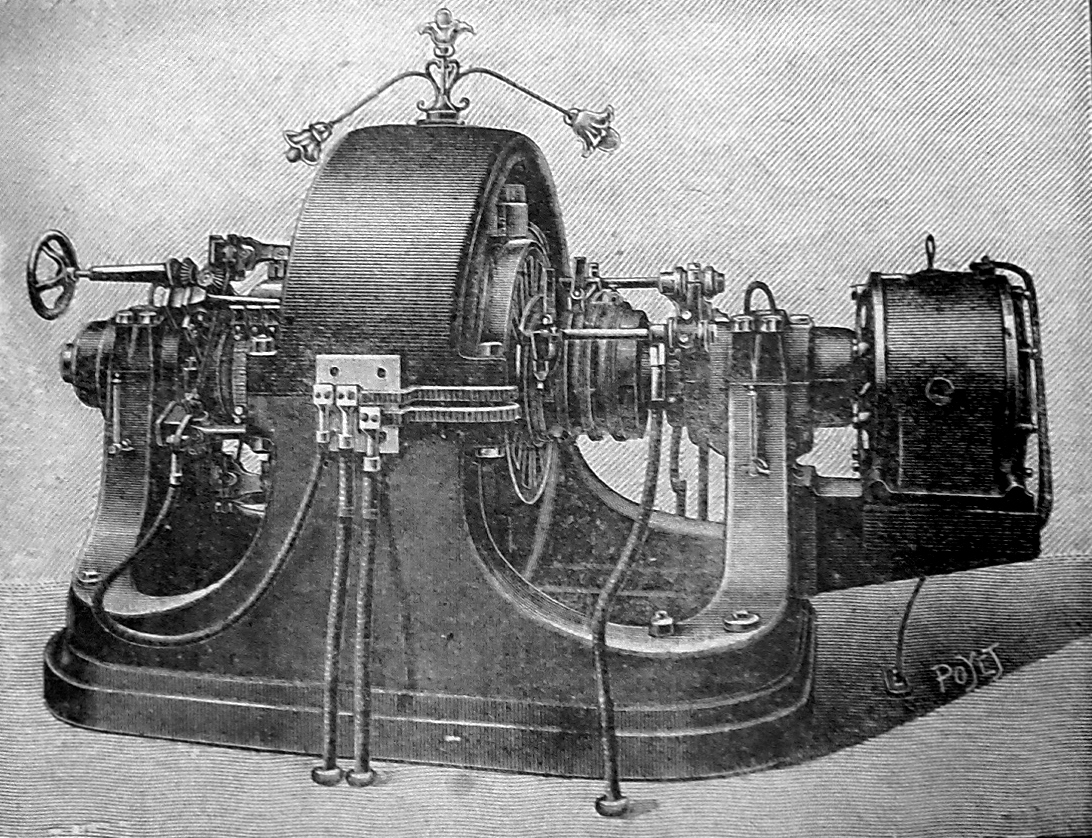
ウェスティングハウス回転変流器
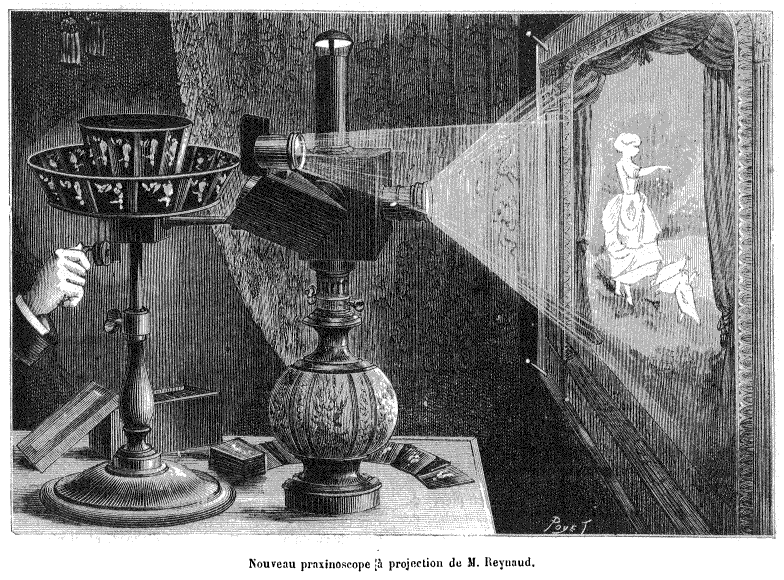
テアトル・オプティーク

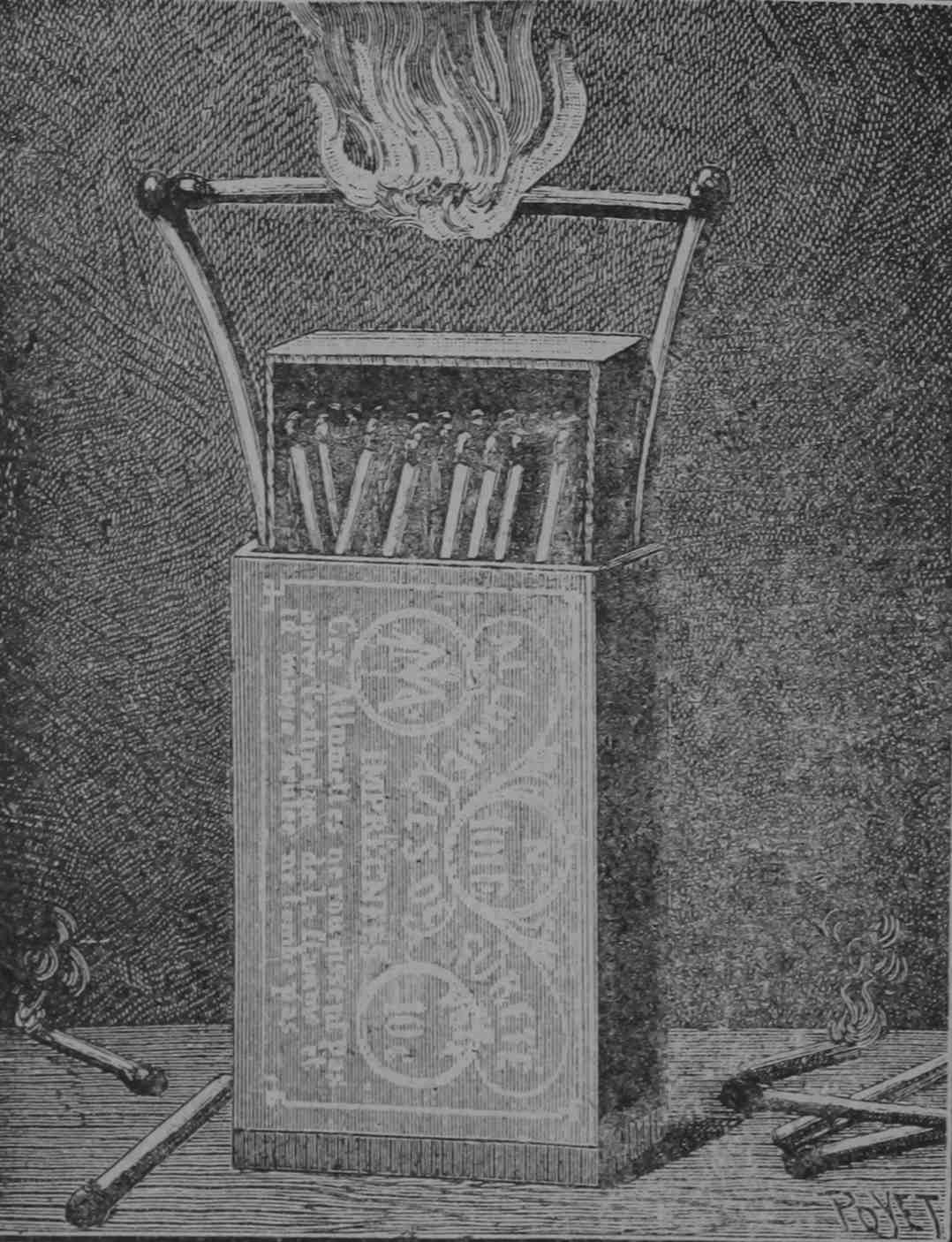
マッチ棒の燃焼実験
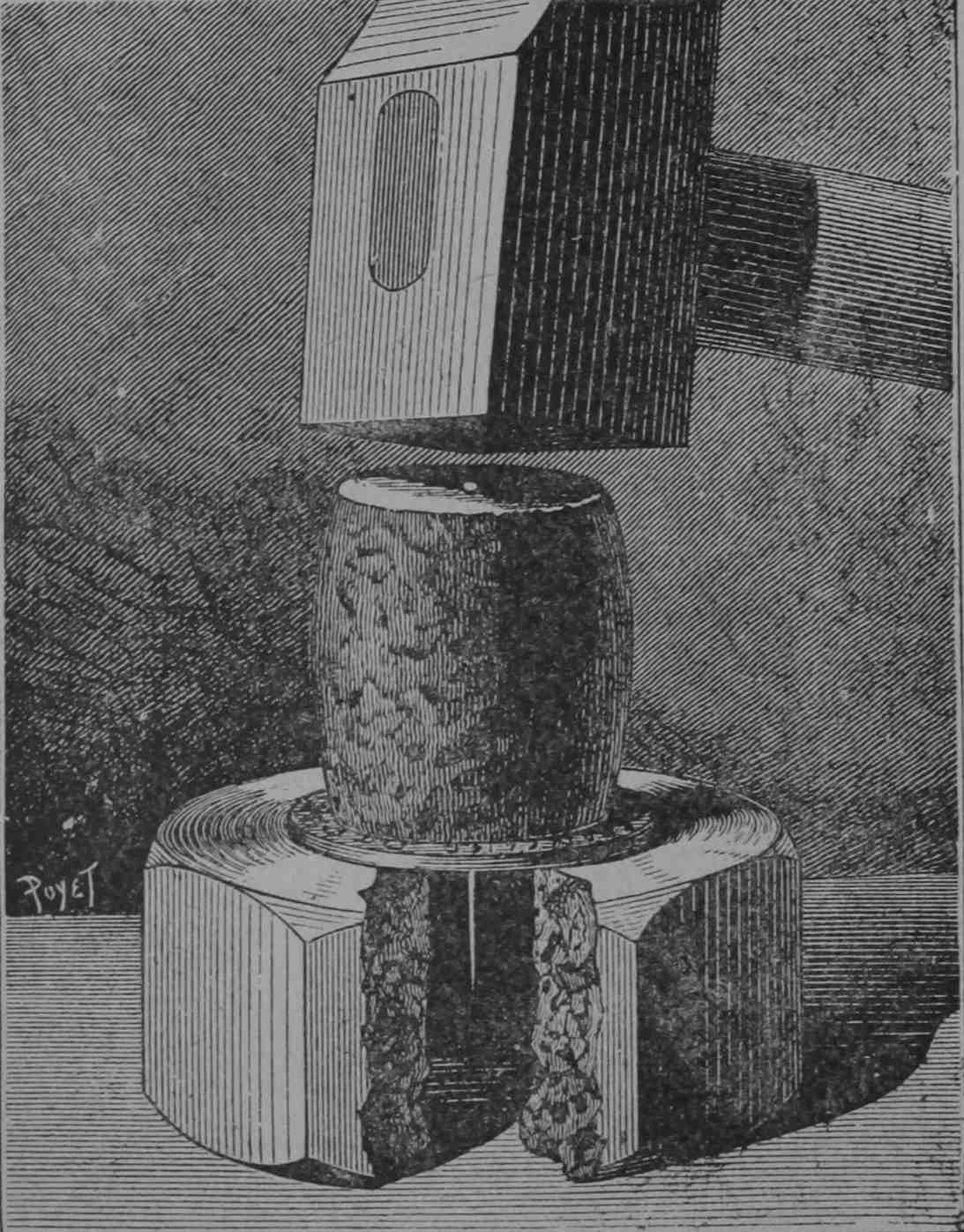
硬貨を貫く針
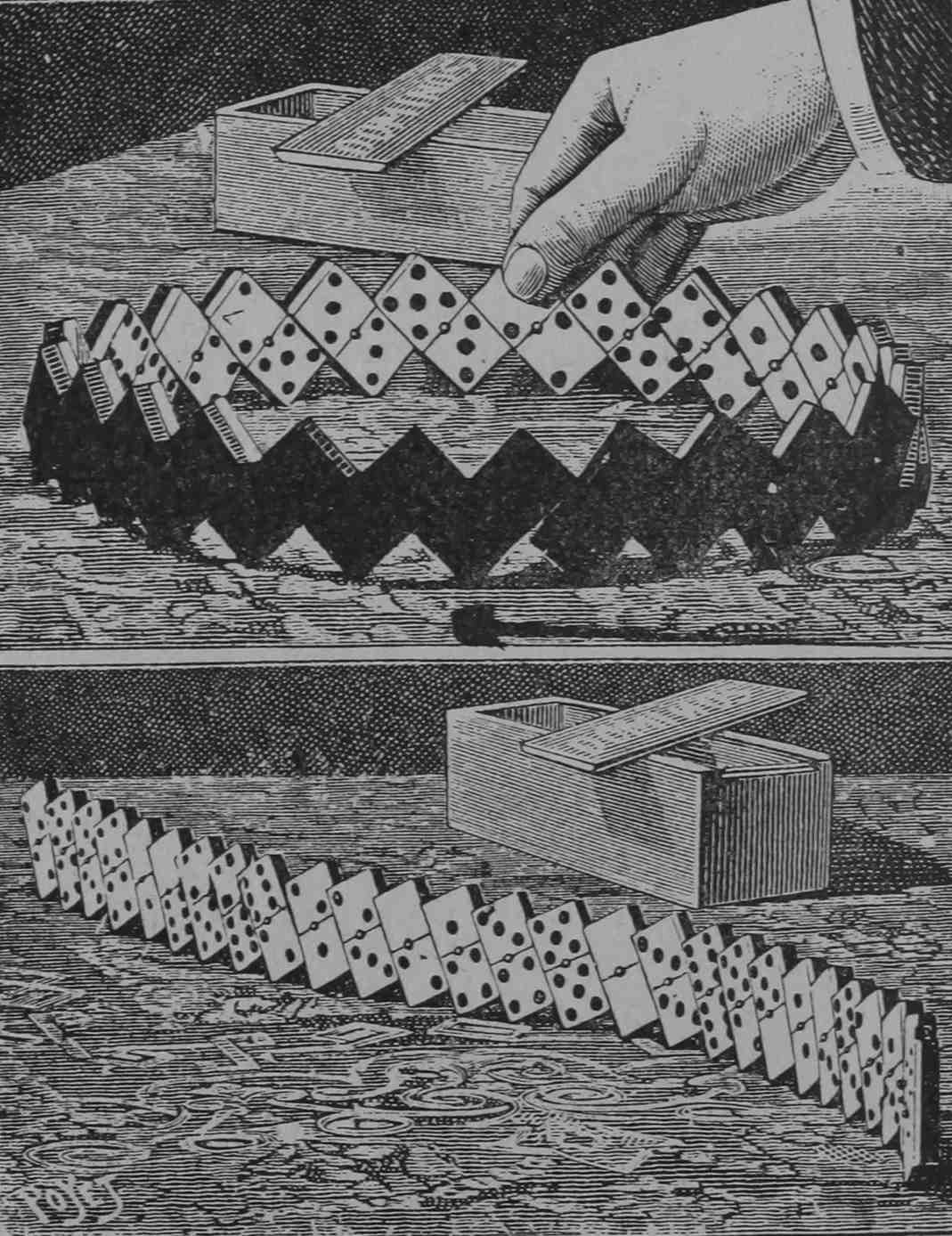
ドミノ
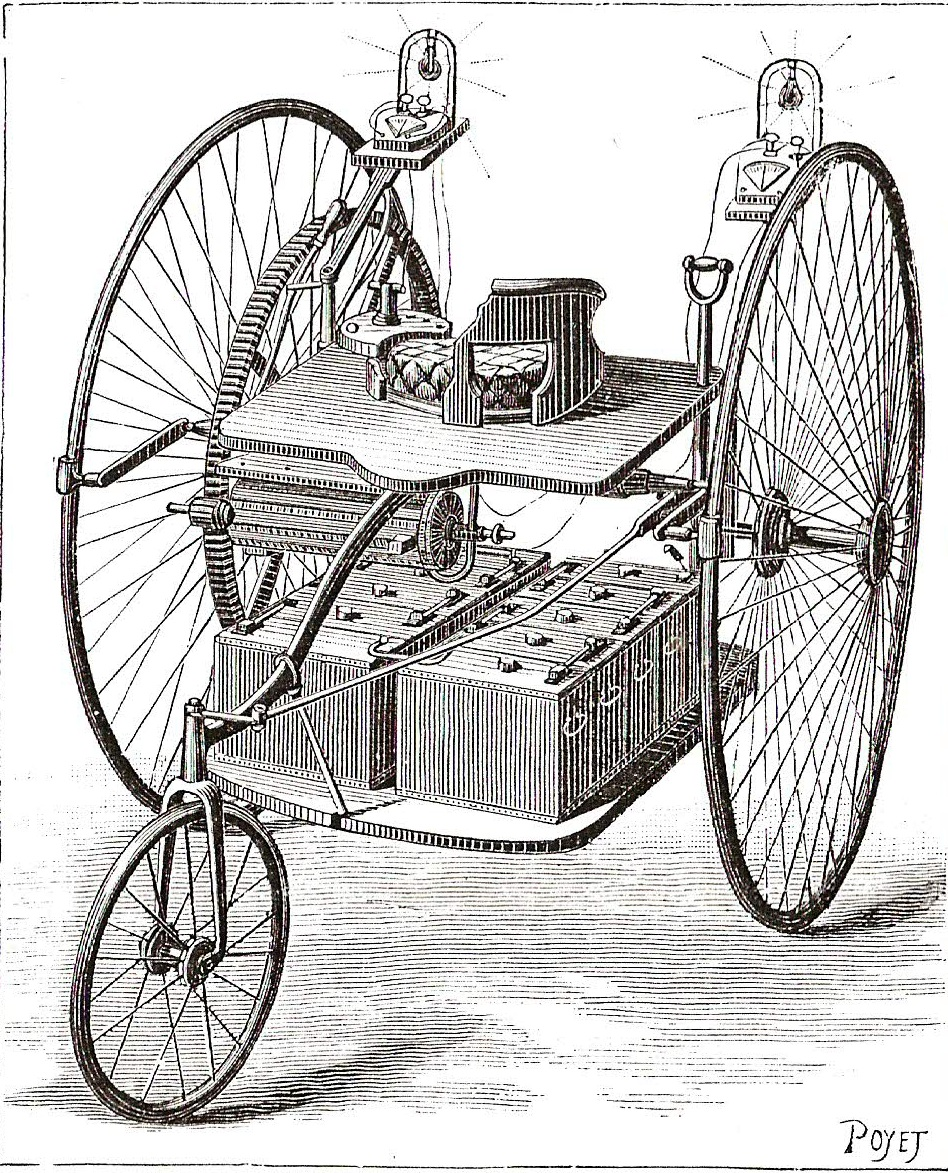
電動三輪車
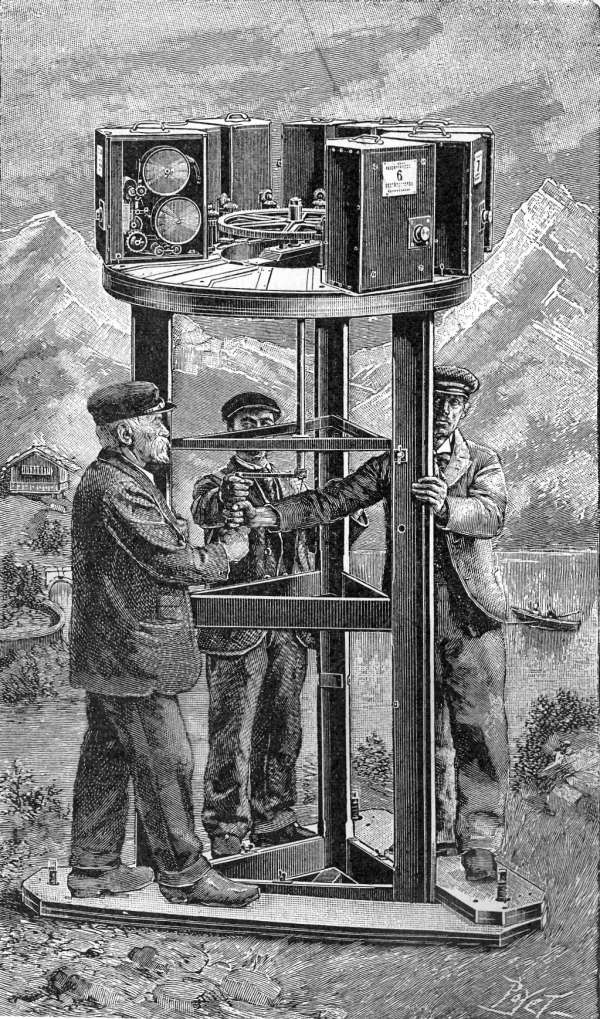
シネオラマカメラ
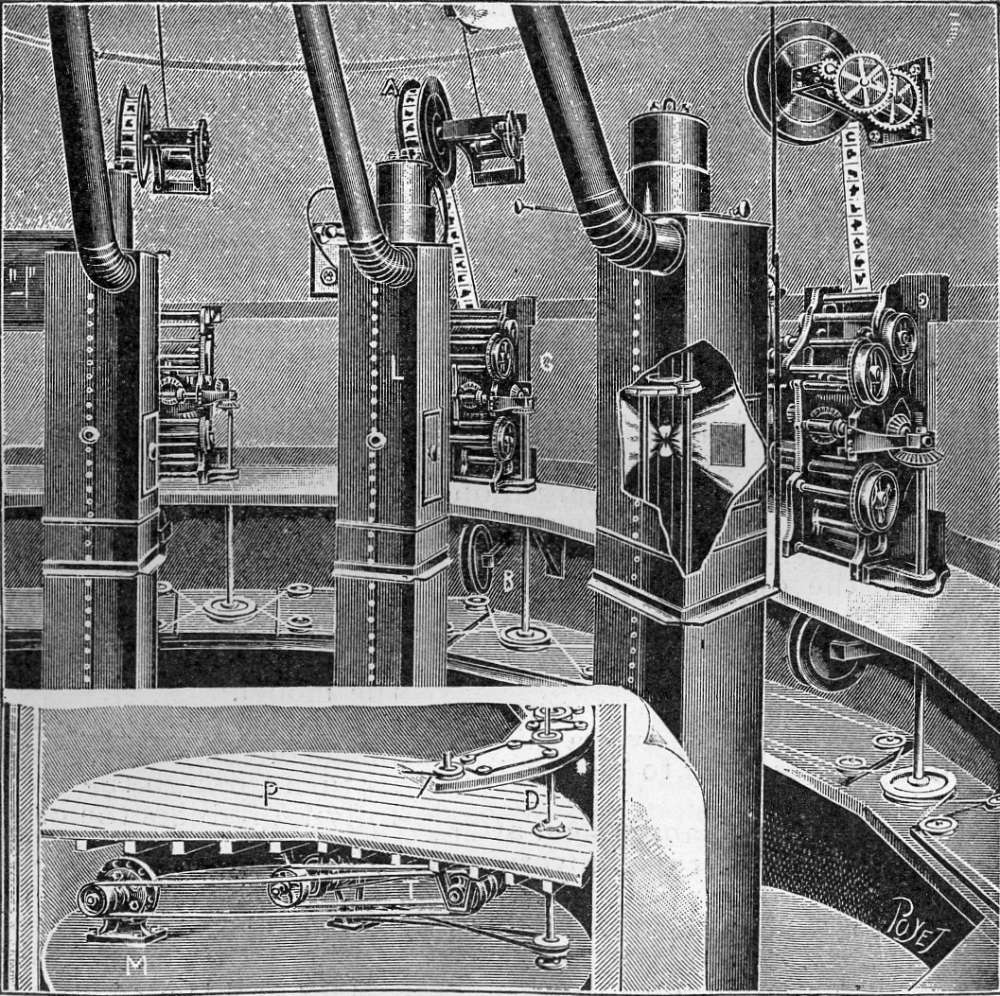
シネオラマ映写機
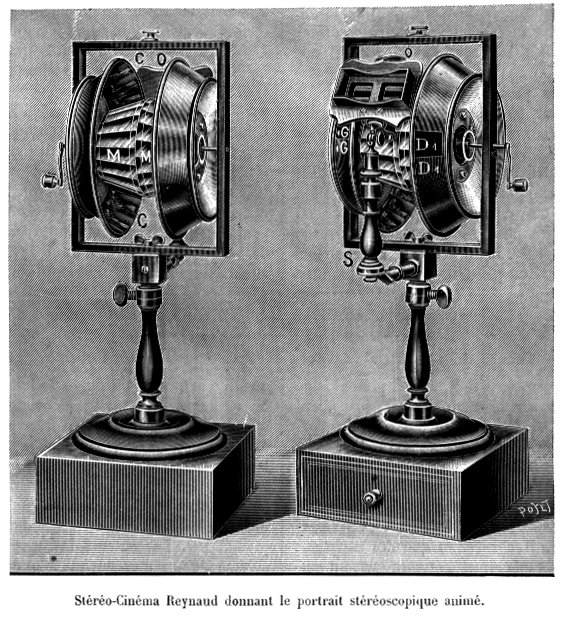
レイノーのステレオシネマ映写機